# Ortiporio
Ortiporio är en kommun i departementet Haute-Corse på ön Korsika i Frankrike. Kommunen ligger i kantonen Alto-di-Casaconi som tillhör arrondissementet Corte. År 2022 hade Ortiporio 130 invånare.

## Befolkningsutveckling
Antalet invånare i kommunen Ortiporio
Referens:INSEE